# Janne Leskinen
Janne Leskinen (Kuopio, 24 luglio 1971) è un ex sciatore alpino finlandese.

## Biografia
Leskinen debuttò in campo internazionale in occasione dei Mondiali juniores di Madonna di Campiglio 1988, dove vinse la medaglia d'argento nello slalom gigante; due anni dopo, nella rassegna iridata giovanile di Zinal 1990, conquistò la medaglia di bronzo nella combinata. Ottenne il primo piazzamento in Coppa del Mondo il 12 gennaio 1992 a Garmisch-Partenkirchen in supergigante (28º); l'anno dopo ai Mondiali di Morioka 1993, sua prima presenza iridata, si classificò 24º nello slalom gigante, mentre ai XVII Giochi olimpici invernali di Lillehammer 1994, sua unica partecipazione olimpica, si piazzò 30º nella discesa libera, 13º nel supergigante, 22º nella combinata e non completò lo slalom gigante.
Conquistò l'ultima vittoria in Coppa Europa, nonché ultimo podio, il 13 febbraio 1995 a Radstadt in supergigante; nel 1996 ottenne il miglior piazzamento in Coppa del Mondo, il 5 febbraio a Garmisch-Partenkirchen in supergigante (4º), e partecipò ai Mondiali di Sierra Nevada, dove fu 29º nella discesa libera, 4º nel supergigante e 15º nella combinata. Gareggiò nelle medesime specialità anche ai successivi Mondiali di Sestriere 1997, sua ultima presenza iridata, classificandosi rispettivamente al 27º, al 32º e al 15º posto. Prese per l'ultima volta il via in Coppa del Mondo l'8 marzo 1998 a Kvitfjell in supergigante (48º) e si ritirò al termine di quella stessa stagione 1997-1998; la sua ultima gara fu lo slalom gigante dei Campionati finlandesi 1998, disputato il 23 aprile a Yllästunturi e nel quale Leskinen vinse la medaglia di bronzo.

## Palmarès

### Mondiali juniores
- 2 medaglie:
  - 1 argento (slalom gigante a Madonna di Campiglio 1988)
  - 1 bronzo (combinata a Zinal 1990)[senza fonte]

### Coppa del Mondo
- Miglior piazzamento in classifica generale: 65º nel 1996

### Coppa Europa
- 4 podi (dati dalla stagione 1994-1995):
  - 3 vittorie
  - 1 terzo posto

#### Coppa Europa - vittorie
| Data              | Località     | Paese    | Specialità |
| ----------------- | ------------ | -------- | ---------- |
| 1º settembre 1994 | Sankt Moritz | Svizzera | SG         |
| 1º febbraio 1995  | Innsbruck    | Austria  | SG         |
| 13 febbraio 1995  | Radstadt     | Austria  | SG         |

Legenda:

SG = supergigante

### Campionati finlandesi
- 6 medaglie (dati dalla stagione 1994-1995):
  - 3 ori (slalom gigante nel 1996; supergigante nel 1997; supergigante nel 1998)
  - 1 argento (supergigante nel 1996)
  - 2 bronzi (slalom speciale nel 1997; slalom gigante nel 1998)